# Alesanco
Alesanco és un municipi de la Rioja, a la regió de la Rioja Alta, 

## Història
En la Crònica Albeldense s'esmenta la famosa expedició que va portar a terme Alfons I, rei d'Astúries per la ribera de l'Ebre el 740. En aquest relat es refereixen les localitats destruïdes: Mirandam (actual Miranda de Ebro), Revendecam, Carbonariam, Abeicam (Ábalos, des d'on va creuar l'Ebre), Brunes (podria ser Briones però no és del tot segur), Cinissariam (actual Cenicero) i Alesanco.

## Etimologia
En una butlla de 1199 per la qual es concedien privilegis al monestir de San Millán de la Cogolla apareix nomenat com Alesancho, que segons Joan Coromines. després de desestimar la possibilitat de relacionar-lo amb aliso, per la i, pensa que el seu origen està en l'antropònim Alesianko, pròxim a Alesia i amb sufix indoeuropeu -Anko. Per a Alarcos, deriva d'una base Alisancum, que parteix d'una arrel Alis, constituint un exemple de l'existència de persones de la tribu dels ambrons, que marxaren des d'Il·líria fins a Ibèria. Amb aquestes indicacions el topònim Alesanco és un antropònim d'època prerromana, potser emparentat amb Alexandro, que apareix com a seu episcopal que s'estenia sobre caristis i vàrduls.